# Мерфи, Анна
Анна Мария Мерфи (нем. Anna Maria Murphy; род. 10 августа 1989 года, Люцерн, Швейцария) — швейцарский музыкант и звукорежиссёр. Участница фолк-метал-группы Eluveitie с 2006 по 2016 год, в которой она была вокалисткой, а также играла на колёсной лире и флейте. На данный момент участница и основатель группы Cellar Darling.

## Биография
Анна Мерфи родилась в семье ирландца из Дублина Эндрю Мерфи и швейцарки Кристианы Бёзигер. Благодаря тому, что оба её родителя оперные певцы, она познакомилась с музыкой в раннем детстве.
В 2006 году, в возрасте 16 лет, она стала участницей швейцарской фолк-метал-группы Eluveitie. В то время группа искала музыканта, играющего на колёсной лире, о чём Анне рассказал её друг. До этого она играла на этом инструменте всего несколько месяцев, научившись играть под впечатлением от немецкой группы Faun.
В начале 2010 года Мерфи вместе с коллегой по Eluveitie Мери Тадич создала эмбиент проект godnr.universe!. В конце того же год она присоединилась к фолк-группе Fräkmündt, которая проходила национальный отбор на конкурс песни Евровидение в 2011 году. С весны 2011 года Мерфи работала звукорежиссёром в студии Obernauer Soundfarm в Люцерне. В том же году она также стала постоянным участником группы Nucleus Torn.
Мерфи покинула Eluveitie 5 мая 2016 года вместе с Иво Хенци и Мерлином Зуттером, вместе с которыми основала новую группу Cellar Darling.

## Дискография

### В составе группы Eluveitie

#### Студийные альбомы
- Slania (2008)
- Evocation I – The Arcane Dominion (2009)
- Everything Remains (As It Never Was) (2010)
- Helvetios (2012)
- Origins (2014)

#### Концертные альбомы
- Live @ Metalcamp 2008 (2008)
- Live on Tour (2012)

#### Сборник
- Slania/Evocation I – The Arcane Metal Hammer Edition (2009)

#### Синглы
- «Omnos» (2009)
- «Thousandfold» (2010)
- «Meet the Enemy» (2012)

### В составе godnr.universe!
- godnr.universe! (2010)

### В составе Fräkmündt
- Uufwärts e d’Föuse, bärgwärts e d’Rueh (2010)
- Heiwehland (2011)
- Landlieder & Frömdländler (2014)

### В составе Nucleus Torn
- Golden Age (2011)

### В составе Lethe
- When Dreams Become Nightmares (2014)
- The First Corpse On The Moon (2017)

### В составе Cellar Darling
- This Is the Sound (2017)
- The Spell (2019)

### Сольная карьера

#### Студийный альбом
- Cellar Darling (2013)

#### Синглы и EP
- «Twin Flames» (2012)
- «Mayday» (2016)